# Copacabana Me Engana
Copacabana Me Engana é um filme brasileiro de 1968 do gênero drama, dirigido por Antonio Carlos da Fontoura, e com roteiro de Armando Costa, Antonio Carlos da Fontoura e Leopoldo Serran

## Sinopse
Drama urbano que anunciou um novo caminho no cinema brasileiro. Marquinhos tem 20 anos e vive em Copacabana com os
pais de classe média e o irmão mais velho. Ele não trabalha nem estuda, vive ao sabor do momento, assiste TV,  joga futebol na praia e sai de noite com a turma, até que conhece Irene, uma mulher de 40 anos que vive do outro lado da rua e tem um caso com ela que vai mudar por um curto tempo, a sua vida.

## Elenco
- Odete Lara .... Irene
- Carlo Mossy .... Marquinhos
- Paulo Gracindo .... Alfeu
- Lícia Magna .... Isabel
- Ênio Santos .... Leôncio
- Joel Barcellos .... Macalé
- Marcos Anibal .... Pedrinho
- Renato Landim ....
- Cláudio Marzo .... Hugo
- Armando Costa
- Vítor Albuquerque .... Patota de Copacabana
- Edu Mello .... Patota de Copacabana
- Yolanda Cardoso
- Maria Gladys
- Emmanuel Cavalcanti .... Sindicalista
- José Medeiros .... Currador na Barra
- Luiz Marinho .... Sindicalista
- Mário Fiorani
- Marcos Palmeira